# Тяжёлые крейсера типа «Кент»
Тяжёлые крейсера́ ти́па «Кент» — тип тяжёлых крейсеров Королевского военно-морского флота Великобритании времён Второй мировой войны. Относились к типу «Каунти» 1-й серии. Всего для британского флота построено 5 кораблей: «Кент» (Kent), «Бервик» (Berwick), «Камберленд» (Cumberland), «Корнуолл» (Cornwall), «Саффолк» (Suffolk). Ещё 2 крейсера построено для ВМС Австралии: «Австралия» (Australia) и «Канберра» (Canberra).
Первые «вашингтонские» крейсера британского флота.

## История создания
Первые британские крейсера, построенные в соответствии с ограничениями, установленными Вашингтонской конференцией 1921—1922 годов (стандартное водоизмещение — 10 000 тонн, калибр орудий — не более 203 мм). Согласно принятым в то время в Королевском флоте оперативным воззрениям, такие крейсера предназначались в первую очередь для защиты морских коммуникаций и охоты на рейдеров, а не для действий в составе главных сил флота.
Работы над проектом начались в конце 1922 года, когда после гибели тяжёлого крейсера «Рэли» число современных тяжёлых крейсеров типа «Хокинс» сократилось до четырёх, а крейсеры меньших размеров не отвечали требованиям проведения операций в дальних морях. В этой связи Британское адмиралтейство выдало задание на проектирование, имевшее следующие требования:
- 8 × 203-мм орудий с максимальным углом возвышения не менее 65° и скорострельностью 12 выстрелов в минуту (вскоре её сократили до более реальных 5 выстрелов в минуту);
- 4 × 102-мм зенитных орудия;
- 2 восьмиствольных 40-мм зенитных автомата;
- высокий надводный борт (для обеспечения хорошей мореходности);
- скорость хода 33 узла[2] (~61 км/ч).

К 1 августа 1923 года были подготовлены 5 вариантов эскизного проекта, ни один из которых после рассмотрения не удовлетворял в полной мере предъявленным требованиям, прежде всего — по уровню защиты. 29 октября состоялся следующий этап конкурса, на котором рассмотрели 3 варианта.
|                                                | Проект X                                                                | Проект Y                                                                | Проект Z                                                                |
| ---------------------------------------------- | ----------------------------------------------------------------------- | ----------------------------------------------------------------------- | ----------------------------------------------------------------------- |
| Длина                                          | 191,9 м                                                                 | 191,9 м                                                                 | 191,9 м                                                                 |
| Ширина                                         | 21 м                                                                    | 21 м                                                                    | 21 м                                                                    |
| Осадка средняя                                 | 5 м                                                                     | 5 м                                                                     | 4,6 м                                                                   |
| Осадка полная                                  | 6,2 м                                                                   | 6,2 м                                                                   | 6,2 м                                                                   |
| Водоизмещение стандартное                      | 10 000 длинных тонн (10 160 тонны)                                      | 10 000 длинных тонн (10 160 тонны)                                      | 10 000 длинных тонн (10 160 тонны)                                      |
| Мощность на валу                               | 100 000 л. с.                                                           | 100 000 л. с.                                                           | 75 000 л. с.                                                            |
| Скорость, узлов, при стандартном водоизмещении | 33                                                                      | 33                                                                      | 31                                                                      |
| Скорость, узлов, при полном водоизмещении      | 32                                                                      | 32                                                                      | 30                                                                      |
| Запас топлива                                  | 2800 длинных тонн (2844,9 тонны)                                        | 2800 длинных тонн (2844,9 тонны)                                        | 2800 длинных тонн (2844,9 тонны)                                        |
| Дальность плавания на 10 узлах                 | 7000 миль                                                               | 7000 миль                                                               | 8000 миль                                                               |
| Главный калибр                                 | 8 × 203-мм 4 двухорудийных башни 130 снарядов на ствол                  | 6 × 203-мм 3 двухорудийных башни 150 снарядов на ствол                  | 8 × 203-мм 4 двухорудийных башни 150 снарядов на ствол                  |
| Зенитная артиллерия                            | 4 × 102-мм (одноствольные установки) 2 восьмиствольных 40-мм «пом-пома» | 4 × 102-мм (одноствольные установки) 2 восьмиствольных 40-мм «пом-пома» | 4 × 102-мм (одноствольные установки) 2 восьмиствольных 40-мм «пом-пома» |
| Торпедные аппараты                             | 2 четырёхтрубных 533-мм                                                 | 2 четырёхтрубных 533-мм                                                 | 2 четырёхтрубных 533-мм                                                 |
| Бронирование                                   |                                                                         |                                                                         |                                                                         |
| Арт. погреба и зарядные отделения              |                                                                         |                                                                         |                                                                         |
| — вертикальное                                 | 102 мм                                                                  | 102 мм                                                                  | 76 мм                                                                   |
| — горизонтальное                               | 76 мм                                                                   | 76 мм                                                                   | 76 мм                                                                   |
| Механизмы                                      |                                                                         |                                                                         |                                                                         |
| — борта                                        | нет                                                                     | нет                                                                     | 50,8 мм                                                                 |
| — палубы                                       | нет                                                                     | нет                                                                     | 25,4 мм                                                                 |
| Весовая нагрузка                               | нет данных                                                              | нет данных                                                              | нет данных                                                              |

Лучшим был назван вариант, предложенный главным строителем флота (англ. Director of Naval Construction) Юстасом Теннисоном д’Эйнкуортом, хотя и в этом варианте приемлемую защиту получили только погреба боезапаса (общий вес брони — 820 тонн). Для усиления бронирования пришлось уменьшить мощность энергетической установки со 100 000 л. с. до 75 000 л. с., что вело к снижению скорости до 31 узла. В дальнейшем за счёт изменения параметров корпуса и увеличения мощности на 5000 л. с. удалось довести скорость хода до 31,5 узла. Окончательный проект утвердили 13 декабря 1923 года.
Принятая в октябре 1923 года «Специальная программа нового кораблестроения» предусматривала постройку к 1929 году восьми 10 000-тонных крейсеров. В январе 1924 года к власти в Великобритании пришло первое лейбористское правительство Макдональда, после чего Адмиралтейству было предложено значительно сократить количество заказываемых кораблей. Первый лорд Адмиралтейства сократил их число до четырёх, однако к февралю Кабинет министров добавил ещё одного, желая, по всей видимости, несколько улучшить положение с безработицей. Постройка этих кораблей была включена в программу 1924 года. Ещё два корабля заказала Австралия — эта пара строилась по программе 1925 года.
Средняя цена одного корабля составила 1 980 000 фунтов стерлингов.
Поскольку все британские «вашингтонские крейсера» носили названия графств, серия кораблей стала известна как тип «Каунти» (англ. County, «графство»).

## Конструкция

Продольный разрез тяжёлого крейсера типа «Кент»
1) Котельное отделение;
2) Паровой котёл;
3) Дымоход;
4) Вентиляционный канал;
5) Машинное отделение;
6) Помещение турбогенераторов;
7) Центральный пост управления;
8) Топливная цистерна;
9) Радиорубка;
10) Снарядный погреб 203 мм;
11) Зарядный погреб 203 мм;
12) Перегрузочное отделение зарядов ГК;
13) Перегрузочное отделение снарядов ГК;
14) Элеватор;
15) Погреб снарядов 102 мм и 40 мм;
16) Перегрузочное отделение боезапаса зенитной артиллерии;
17) Центр управления огнём зенитной артиллерии.

### Корпус

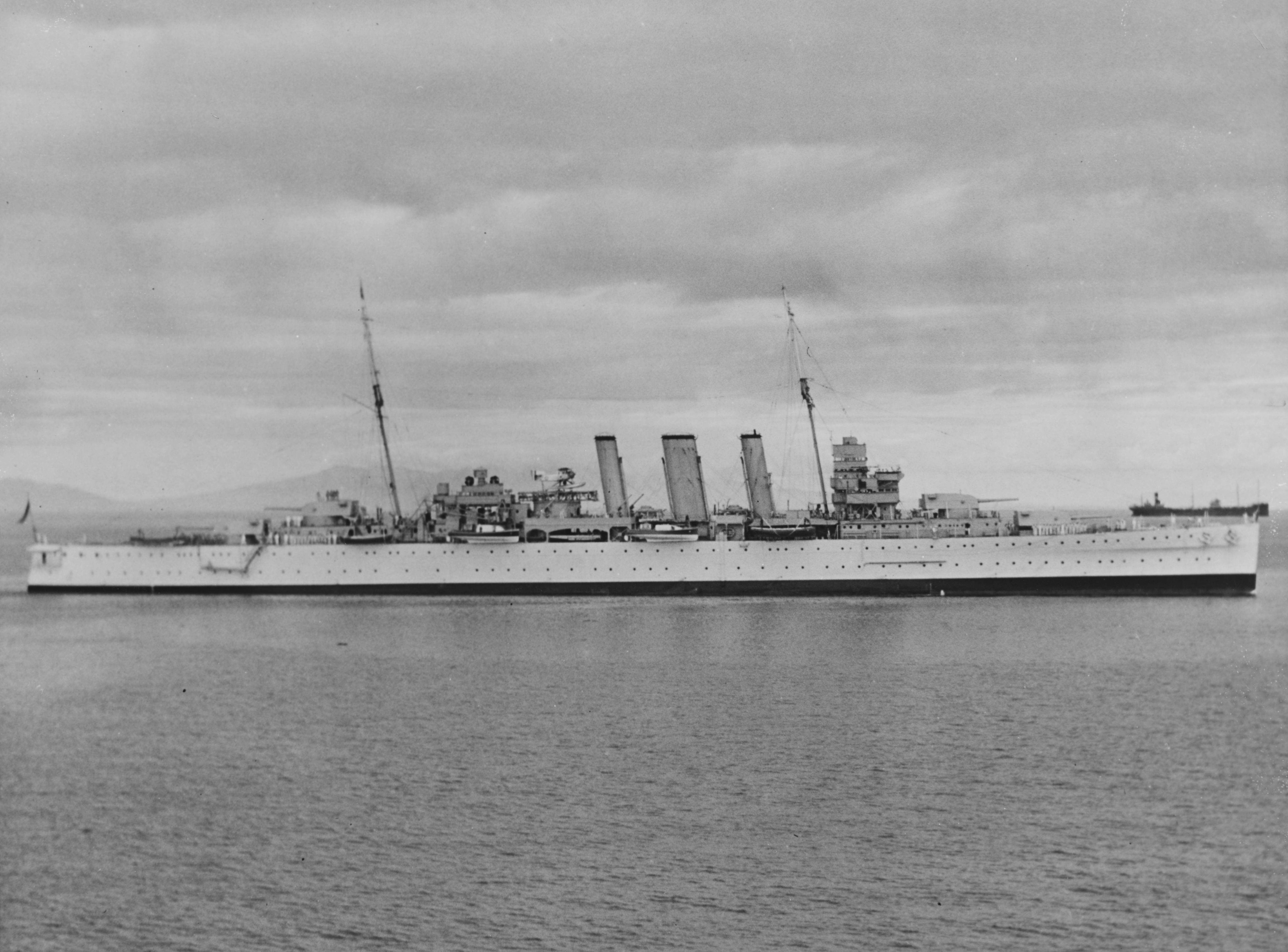
Тяжёлый крейсер «Кент». Хорошо виден гладкопалубный корпус с высоким бортом.

Крейсера типа «Кент» имели высокобортный гладкопалубный корпус с тремя дымовыми трубами и двумя мачтами, поперечное сечение которого выше ватерлинии имело трапециевидную форму, а ниже — переходило в були, которые служили защитой от торпед и снарядов, попавших ниже ватерлинии. Максимальная глубина такой защиты на английских кораблях составляла 1,5 м, на австралийских — 0,76 м. По всей длине корпуса проходило двойное дно.
Первоначальный проект предполагал установку трёхногих мачт, однако ради экономии веса были установлены мачты-однодеревки.
Из всех кораблей серии «Кент» стал единственным, получившим кормовую галерею (подобно линейным кораблям и линейным крейсерам), незначительно увеличившую длину корабля. Впоследствии галерею демонтировали.
Масса корпуса по проекту 1923 года должна была составить 5400 тонн, в действительности же в 1925 году она равнялась 5570 тоннам.

### Бронирование
Характерной особенностью крейсеров типа «Кент» была «коробчатая» броневая защита, которая концентрировалась вокруг жизненно важных мест. Погреба боезапаса прикрывались по периметру бронёй толщиной от 25 до 111 мм, а сверху — толщиной от 25 до 76 мм. Это обеспечивало защиту от 203-мм снарядов при угле встречи до 40°. В районе машинных отделений имелись 25-мм броневые переборки и 35-мм броневая палуба. Вес бронирования составил 1025 т.

### Вооружение
Полная стоимость вооружения одного крейсера составляла 700 тысяч фунтов стерлингов, что равнялось примерно трети от общей стоимости корабля.

#### Главный калибр

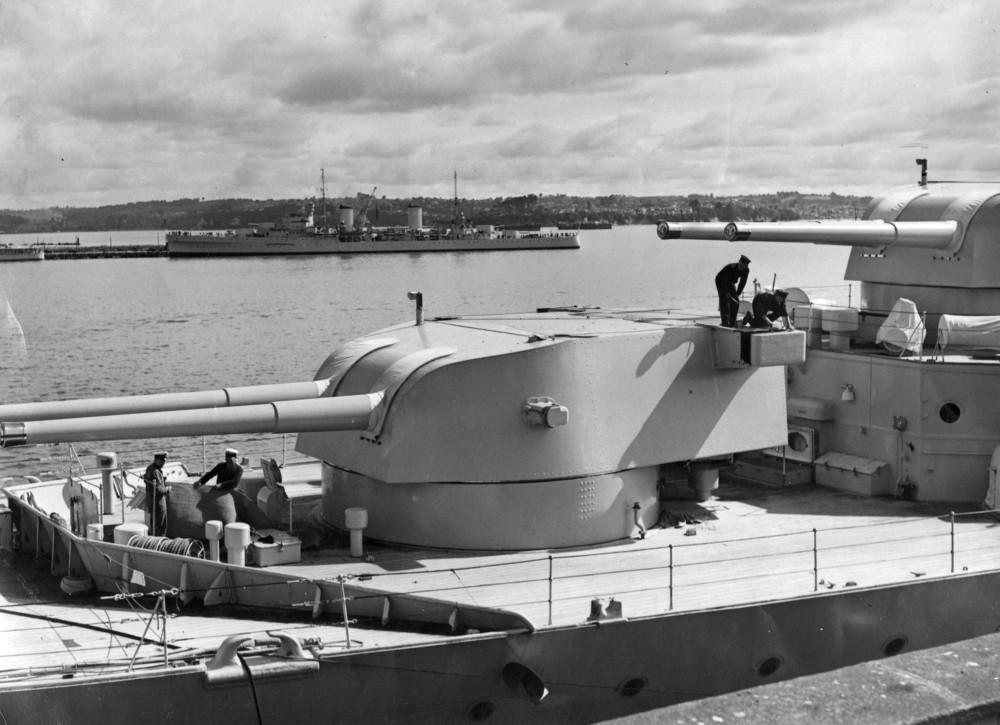
Носовая группа башен главного калибра, тяжёлый крейсер «Канберра»

Главный калибр крейсеров типа «Кент» — восемь 203-мм орудий Mk.VIII с длиной ствола 50 калибров, размещённых в четырёх двухорудийных башнях Mk.I с гидравлическим приводом. Башни располагались в носу (позиции A и B) и корме (позиции X и Y).
Орудия имели традиционную для британского флота «проволочную» конструкцию ствола и стреляли снарядами весом 116,1 кг на максимальную дальность 28 030 м. Башенные установки Mk.I, разработанные фирмой Vickers, имели максимальный угол возвышения стволов 70° и обеспечивали практическую скорострельность 3—4 выстрела в минуту. Вес одной башни — 205 тонн. Вес бортового залпа составлял 940 кг, стоимость — 408 фунтов стерлингов.
Боезапас на каждое орудие в мирное время составлял 100 снарядов, в военное — от 125 (для «Кента», «Корнуолла» и «Саффолка») до 150 (для остальных крейсеров).

#### Зенитное вооружение
Первоначально для борьбы с вражеской авиацией имелись четыре 102-мм/45 орудия Mk.V, располагавшиеся на платформе позади третьей дымовой трубы, и четыре одноствольных 40-мм автомата Vickers Mk.II (2-фунтовый «пом-пом»).

#### Минно-торпедное вооружение
Восемь 533-мм торпедных аппаратов, располагавшихся на верхней палубе под платформой 102-мм орудий в двух четырёхтрубных поворотных установках, впервые использовавшихся на таких крупных кораблях. Установки размещались по обоим бортам.
На вооружении английских крейсеров состояли торпеды Mk V с боезарядом 227 кг, которые при скорости 25 узлов имели дальность хода 12 800 м. Более современные торпеды Mk VII, состоявшие на вооружении австралийских крейсеров, при скорости 35 узлов имели дальность хода 15 300 м; вес боезаряда — 340 кг взрывчатки.

#### Авиация
При вступлении в строй не имели.

#### Система управления огнём
Для управления огнём главного калибра имелись главный директор и запасной директор с 12-футовым и 8-футовым дальномером соответственно. Имелись 12-футовый зенитный дальномер и два таких же запасных дальномера.

### Энергетическая установка
Крейсера типа «Кент» имели четырёхвальную энергетическую установку, расположенную по линейной схеме. Восемь трёхколлекторных паровых котлов адмиралтейского типа (рабочее давление водяного пара — 17,5 атмосфер) стояли по четыре в двух котельных отделениях, дымоходы котлов выводились в три небольшие дымовые трубы (по результатам испытаний высота труб была увеличена на английских крейсерах на 4,6 м, а на австралийских — на 5,5 м). Каждый турбозубчатый агрегат включал в себя турбины высокого и низкого давления. Турбины заднего хода монтировались на выходе турбин низкого давления, а турбины крейсерского хода — за турбинами высокого давления. На испытаниях корабли развили скорость 32,2—32,6 узла.
| Корабль      | Дата                 | Мощность на валу | Скорость    | Обороты    | Водоизмещение                      |
| ------------ | -------------------- | ---------------- | ----------- | ---------- | ---------------------------------- |
| «Камберленд» | 23 октября 1927 года | 84 041 л. с.     | 32,635 узла | 314 об/мин | 10 050 длинных тонн (10 211 тонны) |
| «Камберленд» | 27 октября 1927 года | 82 930 л. с.     | 31,47 узла  | 305 об/мин | 13 215 длинных тонн (13 427 тонны) |
| «Бервик»     | 1927 год             | 79 885 л. с.     | 32,335 узла | 307 об/мин | 10 165 длинных тонн (10 328 тонны) |
| «Бервик»     | 1927 год             | 80 890 л. с.     | 31,487 узла | 302 об/мин | 12 930 длинных тонн (13 137 тонны) |
| «Саффолк»    | 2 сентября 1927 года | 81 856 л. с.     | —           | 307 об/мин | —                                  |
| «Кент»       | 19 апреля 1927 года  | 80 098 л. с.     | 32,2 узла   | —          | 10 420 длинных тонн (10 587 тонны) |

## Модернизации

### Предвоенные
В 1930—1932 годах английские крейсера типа «Кент» получили по одной авиационной катапульте для самолёта Fairey Flycatcher (в дальнейшем заменён на Hawker Osprey); в 1935 году катапульту получила и «Австралия». В 1932—1933 годах на «Кент» дополнительно установили в районе носовой трубы два одноствольных 102-мм зенитных орудия.
В 1934 году был утверждён план модернизации крейсеров типа «Кент». Согласно плану, корабли предполагалось оснастить вдоль ватерлинии узким броневым поясом толщиной 114 мм, установить новую поперечную катапульту D-IH и обширный ангар на 2 самолёта Supermarine Walrus за третьей дымовой трубой, снять торпедные аппараты и заменить одинарные 102-мм зенитные орудия на новые 102-мм зенитные орудия Mk.XVI в спаренных установках Мк. XIX.

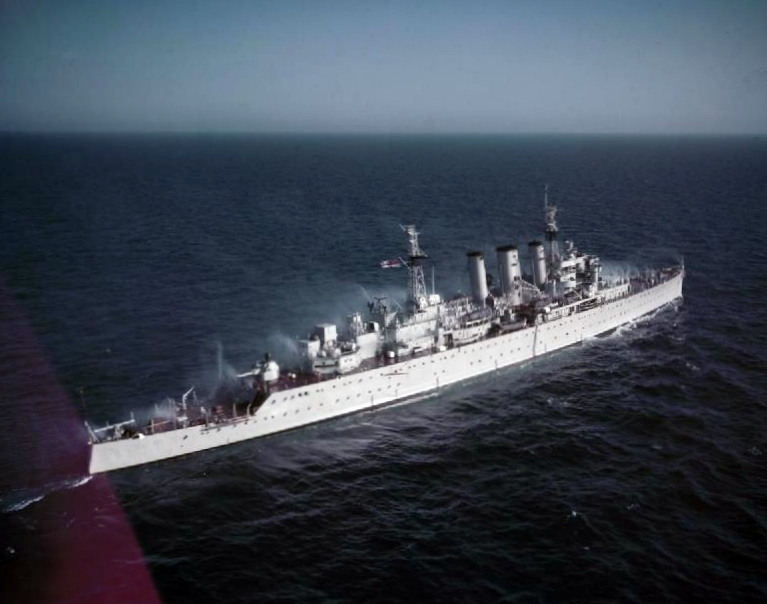
«Камберленд». В корме видна пониженная на один уровень верхняя палуба. Послевоенный снимок.

В 1935—1939 годах все корабли серии кроме «Канберры» прошли эту модернизацию. В первое время новых 102-мм/45 спаренных орудий Mk.XVI/XIX не хватало, поэтому «Саффолк» и «Австралия» их не получили, а на «Камберленд» поставили лишь две (перед самой войной «Камберленд» и «Саффолк» довооружили — каждому досталось по 2×2 вместо 2×1 102-мм орудия). Места расположения новых зенитных орудий сдвинули в сторону носовой оконечности. Кроме того, на «Камберленде» и «Саффолке» верхнюю палубу от башни «Y» в корму понизили на один уровень, дабы уменьшить весовую нагрузку.
«Кент» и «Австралия» не получили поперечную катапульту и ангар, вместо лёгкой катапульты S-IIL они получили тяжелые Е-IVH, сохранив при этом свои торпедные аппараты.
Все корабли вооружались двумя многоствольными установками 40-мм «пом-помов» («Камберленд» и
«Саффолк» — четырёхствольные Mk.VII, остальные — восьмиствольными Mk.VI) и двумя четырёхствольными 12,7-мм зенитными пулемётами Vickers Mk.III.
Была усовершенствована система управления огнём. На носовой надстройке установили новый командно-дальномерный пост DCT Mk.I, а для управления зенитным огнем — директор HACS Mk.I (оба с 12-футовыми дальномерами).

### Модернизации военного времени
«Кент»
В январе—сентябре 1941 года установили 6 одноствольных 20-мм/70 автоматов «Эрликон» и радиолокационные станции типов 281, 284 и 285. С июля по ноябрь 1942 года с крейсера сняли авиационное оборудование и четырёхствольные 12,7-мм пулемёты, вместо последних установили ещё 6 зенитных 20-мм автоматов. В сентябре 1943 года 6 одноствольных 20-мм автоматов заменили на 3 спаренных 20-мм установки Mk.V с силовым приводом.
«Бервик»
В июне 1941 года установлены радиолокационные станции типов 281 и 284, в октябре — 5 одноствольных 20-мм/70 автоматов «Эрликон». В августе 1942 года с крейсера сняли авиационное оборудование и 12,7-мм пулемёты, добавлено ещё 6 автоматов «Эрликон», установлена радиолокационная станция типа 273. Осенью 1943 года 7 одноствольных «эрликонов» заменили на 7 спаренных «эрликонов», а радар типа 281 — на новый типа 281b.
«Камберленд»
В июле—октябре 1941 года получил 5 одноствольных «эрликонов» и радиолокационные станции типов 273, 281 и 285. В феврале 1943 года сняты все 12,7-мм пулемёты и один «Эрликон», вместо них установлены пять спаренных «эрликонов». В конце 1945 года добавили ещё два одноствольных «эрликона».
«Саффолк»
В начале 1941 года вместо двух 102-мм зенитных орудий установили две спаренных 102-мм установки Mk.XVI/XIX, а также четыре одноствольных 20-мм автомата и радиолокационные станции типов 279 и 285. В марте—июне 1942 года демонтированы 12,7-мм пулемёты, добавлены четыре одноствольных 20-мм автомата, вместо радара типа 279 установлены новые типов 281 и 273. Весной 1943 года демонтирована катапульта, однако ангар для самолёта оставлен. Пять одноствольных 20-мм автоматов заменены спаренными. В апреле 1944 года добавлены ещё три одноствольных 20-мм автомата.
«Австралия»
В конце 1940 года все 102-мм орудия заменены на спаренные, установлена радиолокационная станция типа 286. К концу 1943 года радиолокационную станцию заменили на типы 281 и 273, а 12,7-мм пулемёты — на семь одноствольных «эрликонов», но уже в марте 1944 года вместо них поставили спаренные, тогда же демонтировали катапульту. В феврале 1945 года с крейсера сняли башню X, но не демонтировали её барбет, на кормовом шельтердеке смонтировано два восьмиствольных 40-мм «пом-пома», а на носовой надстройке — два четырёхствольных 40-мм/56 автомата «Бофорс». Ещё два спаренных «бофорса» установили на месте демонтированной башни X, и два одноствольных — в средней части. К концу 1945 года с крейсера сняли все 20-мм автоматы.
«Канберра»
В начале 1941 года установлены четыре дополнительных одноствольных 102-мм орудия, четыре одноствольных «пом-пома» заменены на два восьмиствольных. Возможно, что незадолго до гибели на крейсер установили пять одноствольных «эрликонов».
Водоизмещение и численность экипажа на конец войны
К концу Второй мировой войны стандартное водоизмещение сохранившихся кораблей достигло 10 900 тонн, полное — от 14 490 до 14 910 тонн; численность экипажа выросла до 848 человек.

## Служба
В начале 1930-х годов все британские крейсера типа «Кент» служили на Китайской станции, периодически возвращаясь в Англию для ремонтов и модернизаций.

### «Кент»

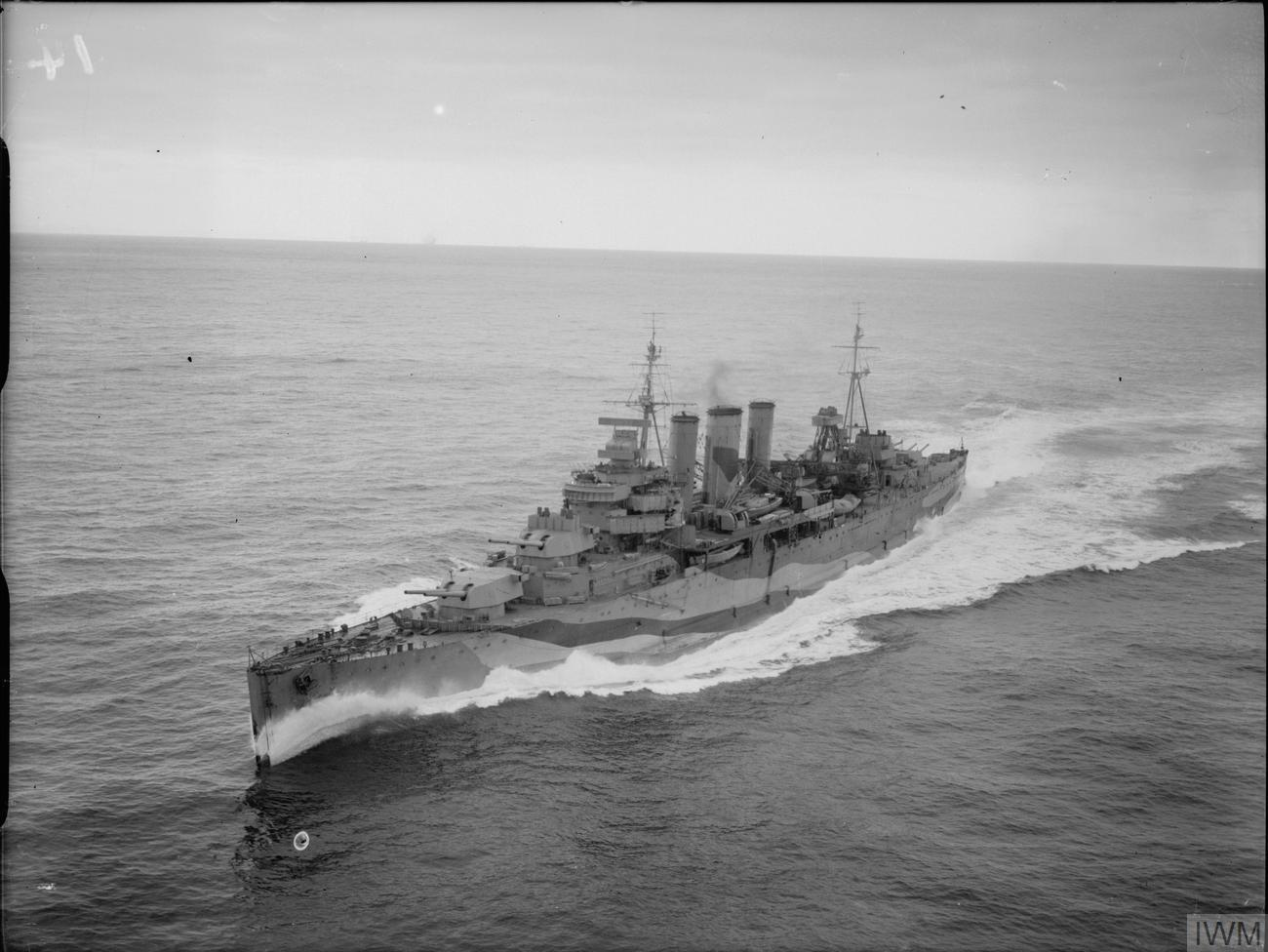
«Кент» идёт полным ходом, 28 октября 1941 года, Скапа-Флоу.

Заложен 15 ноября 1924 года на королевской верфи в Чатеме. Спущен на воду 16 марта 1926 года, строительство завершено 12 апреля 1927 года.
25 июня 1928 года вошёл в состав 5-й эскадры крейсеров Китайской станции в качестве флагманского корабля. За почти одиннадцать лет службы на Дальнем Востоке крейсер трижды покидал китайские воды: дважды для ремонта в Чатеме (в феврале 1931 года и после аварии 14 июня 1933 года в следующем году) и в 1936 году, когда подошла его очередь четвёртым из кораблей этого типа пройти модернизацию на верфи в том же Чатеме.
К началу Второй мировой войны «Кент» находился в дальневосточных водах: до декабря 1939 года — в составе 5-й эскадры крейсеров Китайской станции, позднее — в составе 4-й эскадры крейсеров Ост-Индской станции. Занимался сопровождением войсковых конвоев в Индийском океане. Летом 1940 года переведён на Средиземное море. 17 сентября 1940 года при обстреле Бардии получил попадание авиационной торпеды с итальянского торпедоносца SM.79 из состава 278-й эскадрильи. Погибли 32 британских моряка, крейсер полностью потерял ход. 21 апреля 1941 года во время ремонта в Девонпорте получил дополнительные повреждения во время налёта германской авиации. Вернулся в строй 20 сентября 1941 года.
Далее до конца Второй мировой войны «Кент» служил в составе 1-й эскадры крейсеров Флота метрополии. 12 декабря 1941 года доставил в Мурманск британского министра иностранных дел Энтони Идена. В дальнейшем сопровождал конвои в СССР, прикрывал операции против германского судоходства. Выведен в резерв в январе 1945 года. 22 января 1948 года продан на слом, 31 января прибыл на разборку в Трун.

### «Бервик»

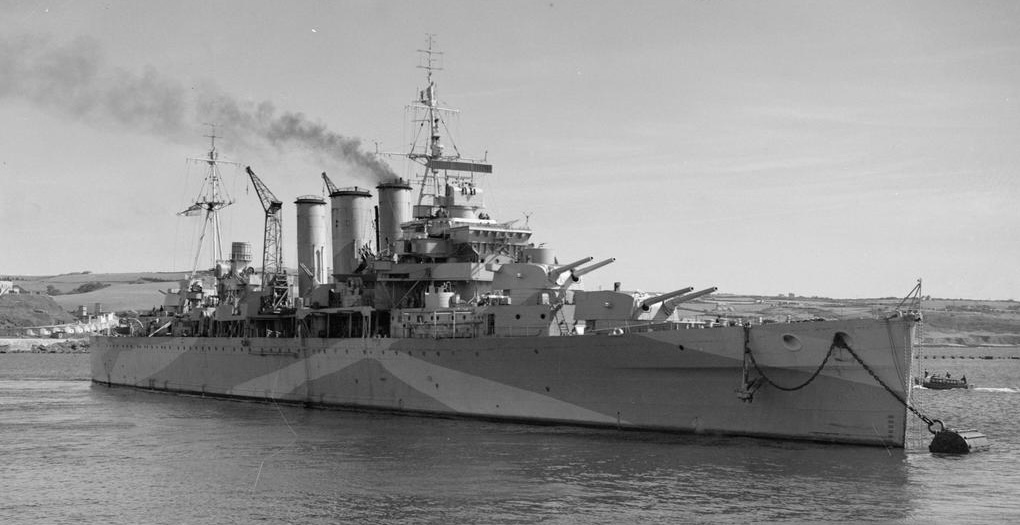
«Бервик», стоящий пришвартованным к бую, ноябрь 1942 года.

Заложен 15 сентября 1924 года на верфи «Фейрфилд» в Говане.Спущен на воду 30 марта 1926 года, строительство завершено 12 июля 1927 года.
15 февраля 1928 года в Девонпорте включён в состав 5-й эскадры крейсеров Китайской станции, вскоре ушёл на Восток. После двухлетней службы там вернулся в Девонпорт, 11 апреля 1930 года снова вошёл в состав 5-й эскадры крейсеров.
13 января 1932 года находился на рейде находившегося в 15 милях от Шанхая небольшого порта Вусунг, затрудняя тем самым обстрел города японской эскадрой вице-адмирала Номуры («инцидент в Вусунге»).
После очередных ремонтов в Англии «Бервик» ещё дважды служил на Китайской станции: в 1932 и 1934 годах. В 1935 году переведён в состав Средиземноморского флота в связи с обострением ситуации в Средиземноморье, вызванном итало-эфиопской войной.
1 сентября 1937 года встал на модернизацию на верфь в Чатеме. Работы завершены 13 октября 1938 года, после чего «Бервик» стал флагманским кораблём 8-й эскадры крейсеров, действовавшей в водах Южной Америки. В составе этой эскадры служил до начала Второй мировой войны. В 1939 году один раз ходил в Англию, сдав на время функции флагманского корабля тяжёлому крейсеру «Йорк».
В конце 1939 года вместе с «Йорком» сформировал Соединение F, предназначенное для поиска германских рейдеров. В мае 1940 года в Датском проливе перехватил немецкие суда «Вольфсбург» и «Уругвай». С апреля по май 1940 года участвовал в Норвежской операции. В конце года переведён в Гибралтар в состав Соединения F. 27 ноября 1940 года в бою у мыса Спартивенто получил 2 попадания 203-мм снарядов итальянских тяжёлых крейсеров, погибли 7 британских моряков.
24 декабря 1940 года во время сопровождения войскового конвоя WS-5A вступил в бой с германским тяжёлым крейсером «Адмирал Хиппер», отогнав его. «Бервик» получил 4 попадания 203-мм снарядов, была выведена из строя башня Y и одно 102-мм орудие.
С 17 января по 15 октября 1941 года прошёл ремонт и модернизацию, после чего вошёл в состав 1-й эскадры крейсеров. Принимал участие в сопровождении арктических конвоев и прикрытии авианосных рейдов на норвежское побережье. В июле 1945 года передан Портсмутскому командованию, до февраля 1946 года использовался для перевозки демобилизованных. 15 июня 1948 года продан на слом. 12 июля 1948 года прибыл на разборку в Блайт.

### «Камберленд»

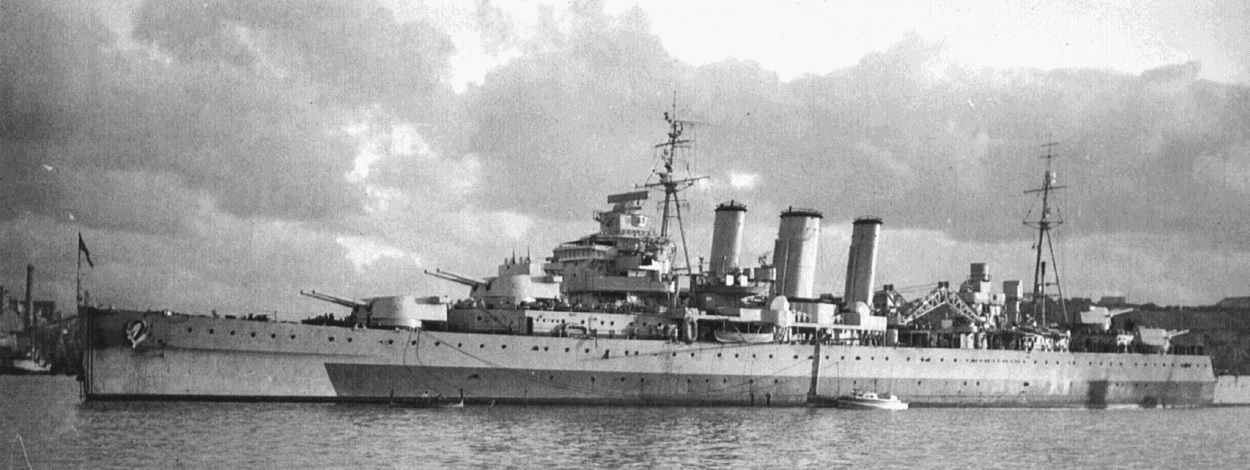
«Камберленд» на Мальте, 1946 год.

Заложен 18 октября 1924 года на верфи «Виккерс-Армстронг» в Барроу-ин-Фернесс. Спущен на воду 16 марта 1926 года, строительство завершено 18 сентября 1927 года.
23 января 1928 года крейсер был включен в состав 5-й эскадры крейсеров. За время службы на Дальнем Востоке дважды(в 1930-м и 1933-м годах) ходил в Чатем на плановый ремонт. В марте 1935 года снова пришёл в Чатем, где первым из крейсеров своего типа встал на модернизацию. 13 мая 1936 года «Камберленд» в четвёртый раз вошёл в состав 5-й эскадры крейсеров, на этот раз — в качестве флагманского корабля вместо «Кента», ушедшего в Англию на модернизацию.
В августе 1937 года вместе с тяжёлым крейсером «Саффолк», лёгким крейсером «Даная» и пятью эскадренными миноносцами находился в Шанхае для защиты интересов британских граждан. В сентябре 1938 года покинул китайские воды и до начала 1939 года находился в Норе (территория в устье Темзы, охватывающая базы флота в Чатеме и Ширнессе), где на нём производился очередной ремонт. 7 марта включён в состав 2-й эскадры крейсеров Флота метрополии, с началом Второй мировой войны направлен в Южную Атлантику. Входил в состав Группы G коммодора Генри Харвуда. 15 декабря 1939 года перехватил немецкий пароход «Уссукума», но в бою при Ла-Плате не участвовал.
В июне 1940 года сопровождал первый войсковой конвой серии WS, вёл безуспешный поиск германского вспомогательного крейсера «Тор». В сентябре того же года принял участие в операции Menace — попытке передачи Дакара под контроль генерала Де Голля. 16 сентября «Камберленд» потопил французский транспорт «Пуатье» (фр. Poitiers), 25 сентября повреждён попаданием в машинное отделение 240-мм снаряда французской береговой батареи.
Крейсер оставался в Южной Атлантике до середины 1941 года. С 1 июля по 11 октября находился в ремонте, после завершения которого вошёл в состав 1-й эскадры крейсеров Флота метрополии. В 1942—1943 годах сопровождал арктические конвои. В ноябре 1943 года участвовал в высадке союзников в Северной Африке. В марте 1944 года передан в состав Восточного (с 23 ноября 1944 года — Ост-Индского) флота; участвовал в рейды на Сабанг, Суматру и Никобарские острова, в сентябре 1945 года принял участие в разоружении японского гарнизона Батавии.
В марте 1946 года выведен в резерв в Девонпорте, но в 1949—1951 годах переоборудован для испытаний новых образцов вооружения и оборудования. 10 июня 1952 года получил серьёзные повреждения в результате посадки на мель у Плимута. Во время иорданского кризиса 1958 года перебрасывал войска с Мальты в Бенгази. Исключён из списков флота в 1958 году, 3 ноября 1958 года прибыл на разборку в Ньюпорт.

### «Саффолк»

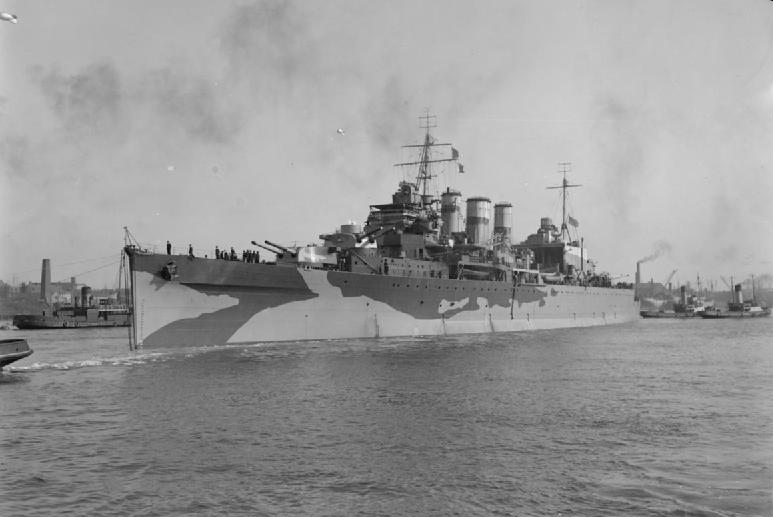
Буксировка тяжёлого крейсера «Саффолк», 1942 год, Тайн.

Заложен 30 июля 1924 года на верфи королевской верфи в Портсмуте. Спущен на воду 16 февраля 1926 года, строительство завершено 21 сентября 1927 года.
7 февраля 1928 года включён в состав 5-й эскадры крейсеров, присоединился к эскадре 25 мая, заменив ушедший на переоборудование в крейсер ПВО лёгкий крейсер «Карлайл». За два года пребывания на Дальнем Востоке дважды ремонтировался в Гонконге: с января по апрель 1929 года и с февраля по апрель 1930 года.
13 июля прибыл в Англию, однако 2 сентября вновь назначен в 5-ю эскадру крейсеров. В начале декабря спас 14 моряков с потерпевшего крушение немецкого парохода «Хедвиг» (нем. Hedwig). С февраля по май 1931 года — флагманский корабль эскадры на время отсутствия крейсера «Кент». 11 ноября принял участие в спасении моряков с ротерпевшего крушение на скалах Танг Юнг британского тральщика «Петерсфилд» типа «Хант». С января по май 1932 года — в Шанхае вместе с «Бервиком».
В начале 1933 года ушёл в Англию, 18 мая прибыл в Портсмут. До июля находился в ремонте, после чего вновь вернулся на Дальний Восток. С января по март 1934 года — флагманский корабль 5-й эскадры вместо отсутствовавшего «Кента». 5 июня находился в Иокогаме, представляя Великобританию во время похорон адмирала Хейхатиро Того. 6—8 октября 1934 года принял участие в спасении моряков английского судна «Сити оф Кембридж». В том же месяце встал на ремонт в Гонконге, работы завершены в январе 1935 года. С сентября по октябрь 1936 года вторым из «Кентов» встал на модернизацию в Чатеме. 5 января 1937 года там же вновь назначен в 5-ю эскадру крейсеров. В августе 1937 года, во время очередного японо-китайского конфликта, «Саффолк», «Камберленд» и несколько других кораблей вновь совершили поход в Шанхай. 2 сентября в Гонконге на стоявшие на якоре суда и корабли обрушился тайфун. «Саффолк» ткнулся форштевнем в китайское судно «Ан Ли», получив небольшие повреждения. 17 мая 1939 года прибыл в Портсмут, где встал на очередной ремонт.
С начала Второй мировой войны и до апреля 1943 года «Саффолк» служил в водах метрополии. Входил в состав Северного патруля. В ходе Норвежской кампании тяжело повреждён близ Ставангера немецкими бомбардировщиками Ju-88 из состава II/KG 30: получил прямое попадание 500-кг авиабомбы и несколько близких разрывов. Погибли 33 британских моряка и 38 были ранены. Корабль принял 1500 тонн воды, но своим ходом дошёл до Скапа-Флоу. Находился в ремонте до 12 февраля 1941 года.
В 1941 году «Саффолк» сыграл заметную роль в охоте на германский линкор «Бисмарк»,23 мая обнаружив последний в Датском проливе, а затем поддерживая контакт для наведения других кораблей. С июля по август «Саффолк» прикрывал две авианосных операции в Арктике, а затем участвовал в сопровождении конвоев PQ/QP.
В мае 1943 года передан 4-й эскадре крейсеров Восточного флота, где находился до конца войны. С августа 1945 по март 1946 года занимался транспортировкой демобилизованных, после чего выведен в резерв, в 1947 году продан на слом. 27 июля 1947 года прибыл на разборку в Ньюпорт.

### «Корнуолл»

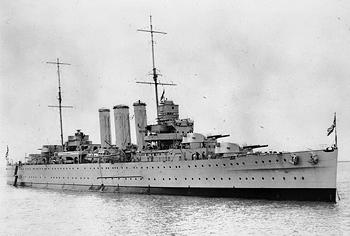
Тяжёлый крейсер «Корнуолл» на якоре, 1929 год.

Заложен 9 октября 1924 года на верфи королевской верфи в Девонпорте. Спущен на воду 11 марта 1926 года, строительство завершено 6 декабря 1927 года.
Подобно остальным английским «Кентам», начал службу в составе 5-й эскадры крейсеров, назначение в которую получил 8 мая 1928 года в Девонпорте. В том же году совершил плавание в воды Южной Америки. 3 августа 1929 года столкнулся в китайском порту Вусунг с немецким судном «Шеер» (нем. Scheer), серьёзных повреждений не получил и после короткого ремонта вернулся в строй. В конце 1930 года вернулся в Англию, 12 февраля 1931 года в Девонпорте вновь включён в состав 5-й эскадры крейсеров. 11 ноября 1932 года в Шанхае столкнулся с китайским пароходом, получив поверхностные повреждения. Через год направлен на ремонт в метрополию, 19 декабря 1933 года в третий раз включён в состав 5-й эскадры крейсеров. 1 сентября 1936 года третьим из крейсеров типа «Кент» встал на модернизацию, работы велись в Норе. 9 сентября 1937 года в Чатеме назначен в 2-ю эскадру Флота метрополии. С 21 по 22 июня 1938 года участвовал в королевском смотре в заливе Веймут. 15 марта 1939 года в четвёртый раз направлен в 5-ю эскадру крейсеров.
Осенью 1939 года участвовал в поиске германского «броненосца» «Адмирал граф Шпее» в составе Соединения J, базируясь на Цейлон. В феврале 1940 года передан Южно-Атлантическому командованию, в сентябре участвовал в Сенегальской операции. Месяц спустя, совместно с лёгким крейсером «Дели», не допустил проход французского крейсера «Примоге» (фр. Primauguet) из Касабланки в Дакар, огонь при этом не открывался. Далее вернулся в Индийский океан, 8 мая 1941 года у Сейшельских островов потопил германский вспомогательный крейсер «Пингвин». После начала войны с Японией эскортировал конвои.
5 апреля 1942 года к юго-западу от Цейлона «Корнуолл» и «Дорсетшир» были атакованы японскими палубными пикирующими бомбардировщиками D3A с авианосцев «Акаги», «Хирю» и «Сорю». «Корнуолл» получил девять прямых попаданий авиабомбами калибра от 110 до 250 килограммов, перевернулся и затонул. Вместе с крейсером погибли 198 человек.

### «Австралия»

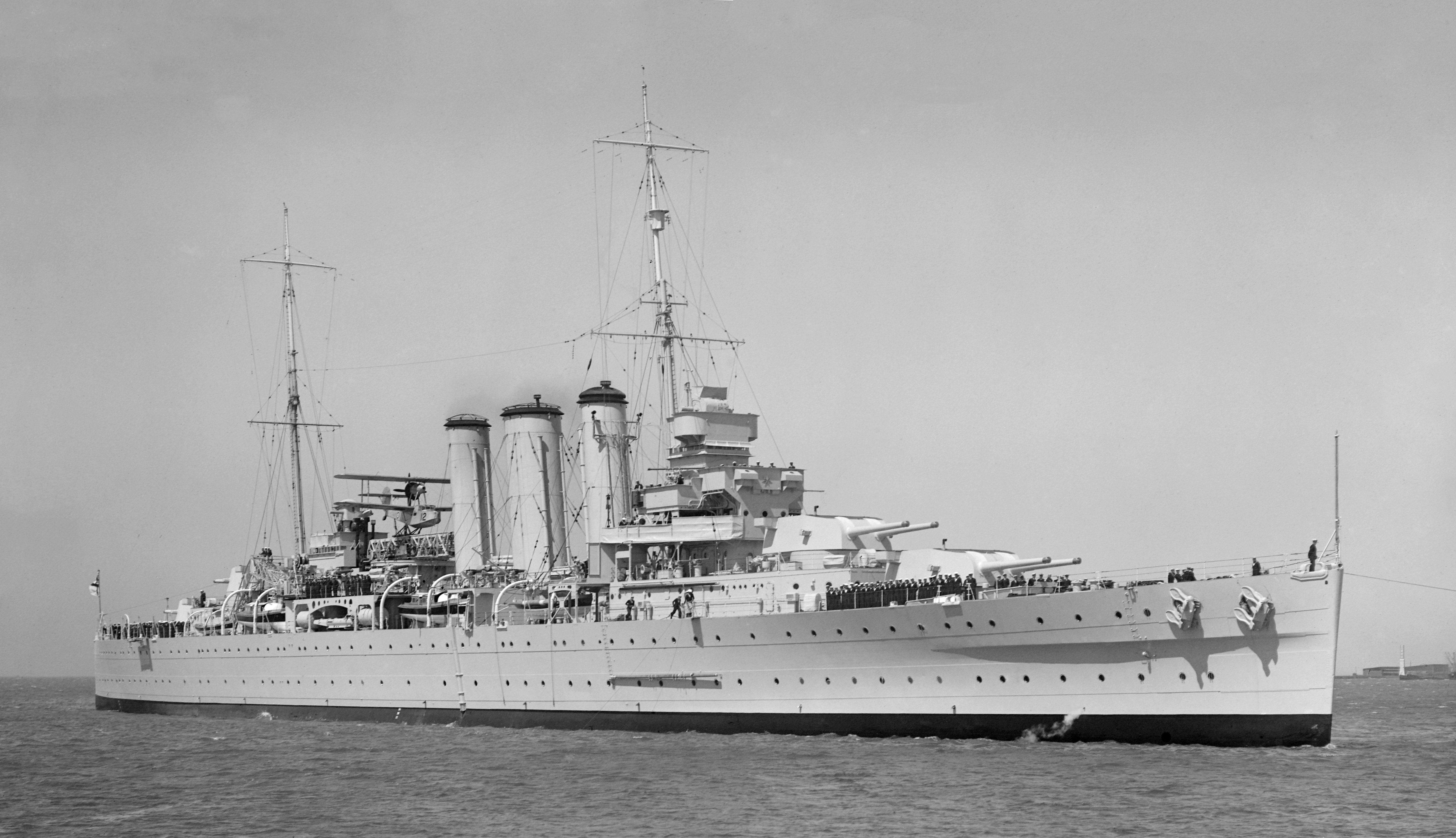
Тяжёлый крейсер «Австралия», 1937 год.

Строился на верфи «Джон Браун» в Клайдбанке. Киль крейсера «Австралия» заложен 9 июня 1925 года, спуск на воду состоялся 17 марта 1927 года, дата окончания постройки — 15 февраля 1928 года. Пройдя приёмные испытания, 24 апреля 1928 года вошёл в состав Австралийской эскадры (англ. Australian Squadron), с 26 августа того же года — флагманский корабль. В 1931 году направлен на ремонт, а флагманские функции принял однотипный крейсер «Канберра». Вернулся в Австралийскую эскадру 1 января 1932 года. В течение следующих трёх лет крейсер нёс службу в австралийских водах, а в 1935 году вошёл в состав Средиземноморского флота Британии. В июле 1935 года прибыл в метрополию, где в качестве представителя Австралии принял участие в морском параде на Спитхедском рейде, устроенном по случаю 25-й годовщины вступления на престол короля Георга V. Во время итало-эфиопской войны вместе с однотипным «Бервиком» крейсер находился в полной боевой готовности в Александрии. В 1937 году вернулся в Австралию, его место занял тяжёлый крейсер «Сассекс». 27 апреля 1938 года в Сиднее началась его частичная модернизация. Крейсер вновь вошёл в состав Австралийской эскадры 28 августа 1939 года.
В мае 1940 года присоединился к 1-й эскадре крейсеров Флота метрополии. Участвовал в операции Menace: 23 сентября 1940 года тяжело повредил французский лидер эсминцев «Л’Одасье» (фр. L'Audacieux), 29 сентября в бою с лёгкими крейсерами «Жорж Лейг» и «Монкальм» получил 2 попадания 152-мм снарядов. В июле 1941 года крейсер вернулся в австралийские воды, в начале 1942 года стал флагманским кораблём соединения ANZAC (позже TF.44 и TF.17). Участвовал в сражении в Коралловом море и высадке на остров Гуадалканал.
В 1943—1944 годах крейсер действовал в составе 7-го флота США как флагман австралийского соединения TF.74. 21 октября 1944 года в заливе Лейте повреждён ударом самолёта-камикадзе в мостик — на крейсере погибли 19 моряков, 54 было ранено. Корабль ушёл на ремонт, продлившийся до конца года.
Во время десантной операции в заливе Лингайен в «Австралию» снова попали камикадзе:
- 5 января 1945 года — один в правый борт в кормовой части (25 убито, 30 ранено);
- 6 января — двое в борт и надстройки у миделя (14 убито, 26 ранено);
- 8 января — два A6M в борт (потерь нет);
- 9 января — один D3A в первую трубу (потерь нет)[26].

Крейсер находился в ремонте до декабря 1945 года. После завершения войны использовался как учебный корабль. 31 августа 1954 года выведен из состава флота; 25 января 1955 года продан на слом; 26 марта 1955 прибыл в Барроу на слом.

### «Канберра»

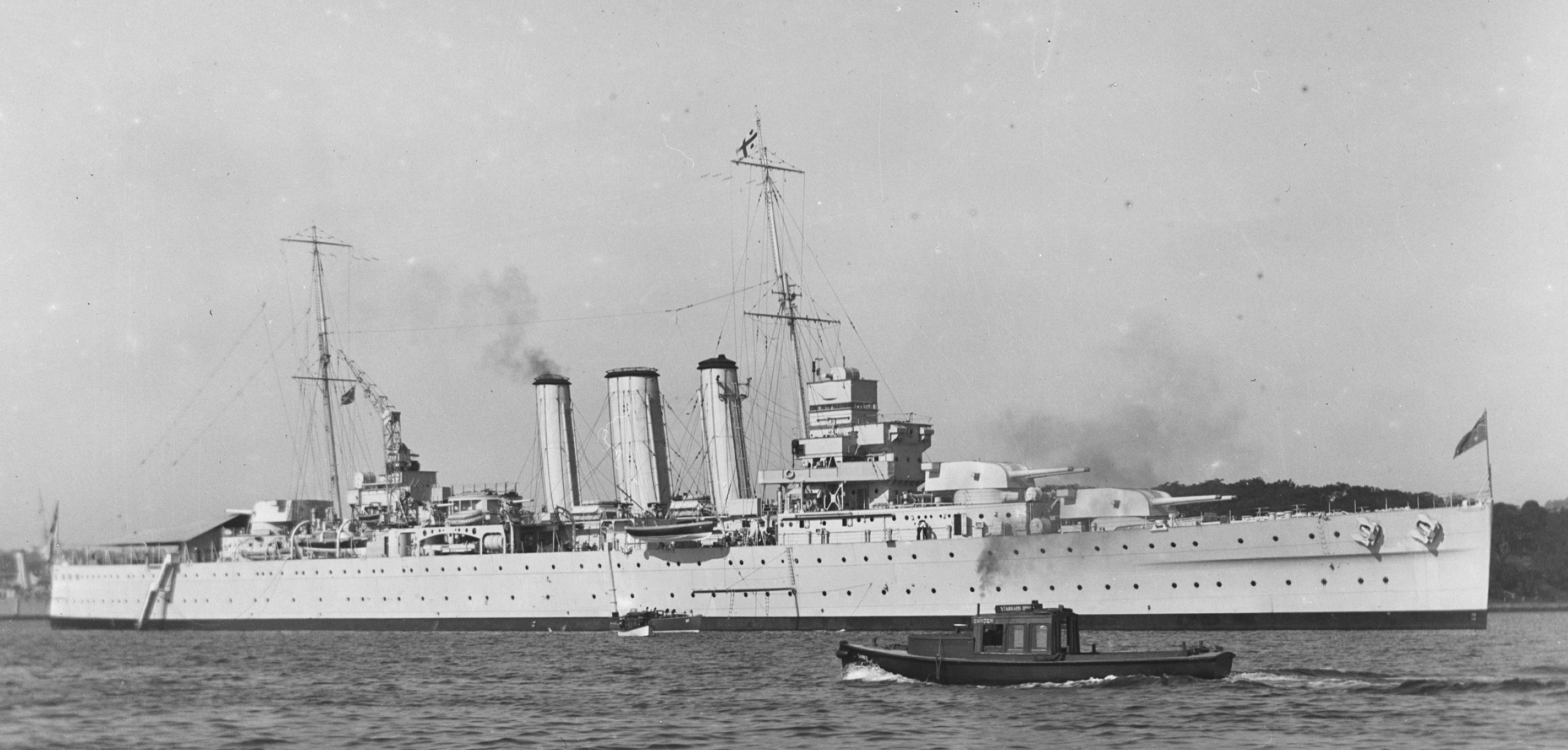
Тяжёлый крейсер «Канберра» в Сиднее, 5 марта 1932 года.

Как и «Австралия», крейсер строился на верфи «Джон Браун» в Клайдбанке. Киль «Канберры» заложен 23 июня 1925 года, спуск на воду состоялся 31 мая 1927 года, дата окончания постройки — 1928 год. После окончания приёмочных испытаний 10 июля 1928 года включён в состав Австралийской эскадры, в которой уже несколько месяцев числился и крейсер «Австралия». Australia. B 1931 году во время отсутствия последнего Canberra временно исполнял функции флагманского крейсера. 1 января 1932 года, после возвращения «Австралии» в Австралийскую эскадру, «Канберра» остался флагманским кораблём.

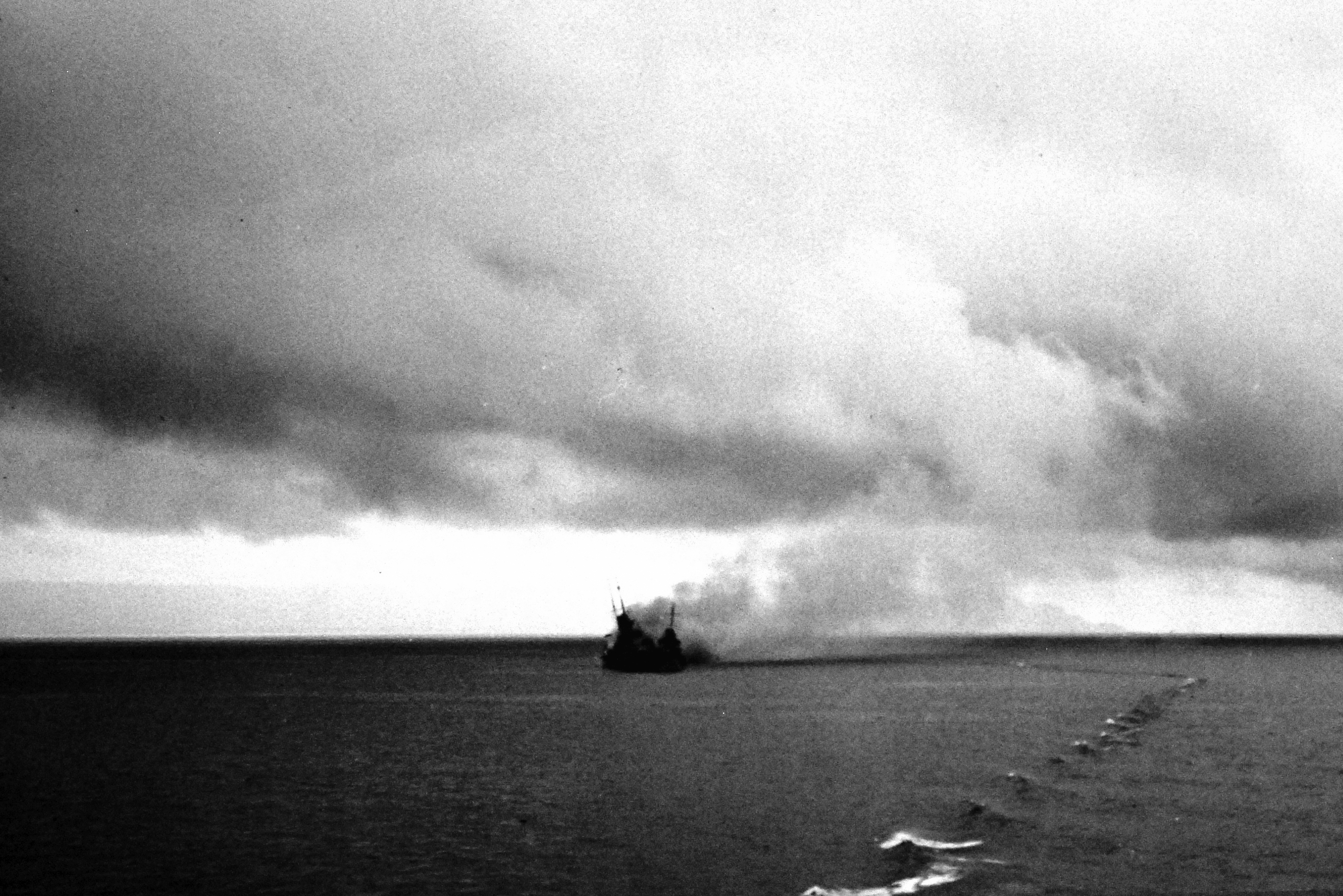
Горящий остов «Канберры», 9 августа 1942 года.

Крейсер оставался в составе Австралийской эскадры до февраля 1941 года. Участвовал в сопровождении конвоев и поиске германских рейдеров в Индийском океане. 4 марта 1941 года совместно с лёгким крейсером «Линдер» перехватил немецкие суда «Кобург» и «Кетти Бровиг».
После начала войны с Японией действовал в водах Австралии и Ост-Индии, входил в состав соединений ANZAC и ТF.44. Тяжело повреждён артиллерийским огнём японских крейсеров в бою у острова Саво 9 августа 1942 года: получил около 20 попаданий (84 погибших, 103 раненых); через 7 часов добит торпедой американского эскадренного миноносца «Эллет».

## Корабли
| Название     | Вымпел | Верфь                                  | Заложен               | Спущен               | Завершён             | Судьба                                                         |
| ------------ | ------ | -------------------------------------- | --------------------- | -------------------- | -------------------- | -------------------------------------------------------------- |
| «Бервик»     | 65     | «Фейрфилд», Гован                      | 15 сентября 1924 года | 30 марта 1926 года   | 15 февраля 1928 года | Разобран в Блайте в 1948 году                                  |
| «Камберленд» | 57     | «Виккерс-Армстронг», Барроу-ин-Фернесс | 18 октября 1924 года  | 16 марта 1926 года   | 21 января 1928 года  | Разобран в Ньюпорте в 1959 году                                |
| «Саффолк»    | 55     | Королевская верфь в Портсмуте          | 30 сентября 1924 года | 16 февраля 1926 года | 31 мая 1928 года     | Разобран в Ньюпорте в 1948 году                                |
| «Кент»       | 54     | Королевская верфь в Чатеме             | 15 ноября 1924 года   | 16 марта 1926 года   | 22 июня 1928 года    | Разобран в Труне в 1948 году                                   |
| «Корнуолл»   | 56     | Королевская верфь в Девонпорте         | 9 октября 1924 года   | 11 марта 1926 года   | 10 мая 1928 года     | Потоплен японской авиацией к югу от Цейлона 5 апреля 1942 года |

| Название    | Вымпел | Верфь                   | Заложен              | Спущен             | Завершён            | Судьба                                                                                                  |
| ----------- | ------ | ----------------------- | -------------------- | ------------------ | ------------------- | --- |
| «Австралия» | I84    | «Джон Браун», Клайдбанк | 9 июня 1925 года     | 17 марта 1927 года | 24 апреля 1928 года | Разобран в Барроу-ин-Фернессе в 1955 году                                                               |
| «Канберра»  | I85    | «Джон Браун», Клайдбанк | 9 сентября 1925 года | 31 мая 1927 года   | 10 июля 1928 года   | 9 августа 1942 года повреждён японской корабельной артиллерией в бою у острова Саво, покинут и затоплен |

## Оценка проекта
Главной задачей крейсеров типа «Кент» являлась защита протяжённых коммуникаций Британской империи. В качестве основной угрозы рассматривались лёгкие и вспомогательные крейсера и новые корабли должны были гарантировано догонять и уничтожать такого противника. В соответствии с этим «Кенты» получили мощное вооружение, имели огромную по меркам 1920-х годов дальность плавания, отличались прекрасной мореходностью, а условия обитаемости не оставляли желать лучшего. Скорость кораблей первоначально считалась достаточной, чтобы догнать вражеский рейдер и уйти от более сильного противника. Хотя в результате выполнения всех этих требований броневая защита оказалась очень слабой, на момент постройки это не воспринималось как фатальный недостаток — предполагалось уничтожать вражеские рейдеры с артиллерией не более шести дюймов с дальних дистанций, когда ответный огонь противника будет малоэффективным.
Первое отрезвление произошло во второй половине 1920-х годов, когда стали известны характеристики строящихся «вашингтонских» крейсеров других стран. Они явно превосходили «Кенты» по скорости и защищённости и было ясно, что столкновение с таким противником будет весьма опасным для британских «вашингтонцев». В Адмиралтействе рассматривали два возможных пути — продолжать строительство или приостановить пополнение флота для переработки проекта. В итоге был избран второй вариант, что привело к появлению типов «Лондон» и «Норфолк».
Британия, вместе с Соединенными Штатами являвшаяся инициатором ограничительных конференций и договоров, соблюдала их требования, поэтому, в условиях строгого соблюдения жёстких договорных лимитов и при наличии специфических требований Великобритании к своим крейсерам, они просто не могли быть другими. Для исполнения своих обязанностей на протяженных коммуникациях Британской империи и на просторах мирового океана английский флот нуждался в конструктивно надежных океанских крейсерах с огромной дальностью плавания — и в жертву им были принесены бронирование, вооружение и даже скорость хода. Таким образом, они являлись кораблями, отвечавшими всем требованиям имперской политики Британии.
| ТТХ первых вашингтонских крейсеров          | ТТХ первых вашингтонских крейсеров | ТТХ первых вашингтонских крейсеров                 | ТТХ первых вашингтонских крейсеров               | ТТХ первых вашингтонских крейсеров    | ТТХ первых вашингтонских крейсеров   | ТТХ первых вашингтонских крейсеров                     |
|                                             | «Кент»                             | «Аоба»                                             | «Мёко»                                           | «Пенсакола»                           | «Дюкень»                             | «Тренто»                                               |
| ------------------------------------------- | ---------------------------------- | -------------------------------------------------- | ------------------------------------------------ | ------------------------------------- | ------------------------------------ | ------------------------------------------------------ |
| Годы закладки/вступления в строй            | 1924/1927                          | 1924/1929                                          | 1924/1928                                        | 1925/1928                             | 1924/1928                            | 1925/1929                                              |
| Водоизмещение, стандартное/полное, т        | 9906/13 614                        | 8300/10 583                                        | 10 980/14 194                                    | 9242/11 696                           | 10 000/12 200                        | 10 344/13 344                                          |
| Энергетическая установка, л. с.             | 80 000                             | 102 000                                            | 130 000                                          | 107 000                               | 120 000                              | 150 000                                                |
| Максимальная скорость, узлов                | 31,5                               | 34,5                                               | 35,5                                             | 32,5                                  | 33,75                                | 36                                                     |
| Дальность плавания, миль на скорости, узлов | 8000 (10)                          | 7000 (14)                                          | 7000 (14)                                        | 10 000 (15)                           | 4500 (15)                            | 4160 (16)                                              |
| Артиллерия главного калибра                 | 4×2 — 203-мм/50 Mk VIII            | 3×2 — 200-мм/50                                    | 5×2 — 200-мм/50 типа 3-го года № 1               | 2×3, 2×2 — 203-мм/55 Mk 9             | 4×2 — 203-мм/50 Mod 24               | 4×2 — 203-мм/50 Mod. 24                                |
| Универсальная артиллерия                    | 4×1 — 102-мм/45 Mk V               | 4×1 — 120-мм/45                                    | 6×1 — 120-мм/45 тип 3                            | 4×1 — 127-мм/25                       | 8×1 — 76-мм/60 Mod 22                | 6×2 — 100-мм/47 Mod. 24                                |
| Торпедное вооружение                        | 2×4 — 533-мм ТА                    | 6×2 — 610-мм ТА                                    | 4×3 — 610-мм ТА                                  | 2×3 — 533-мм ТА                       | 2×3 — 533-мм ТА                      | 4×2 — 533-мм ТА                                        |
| Авиагруппа                                  | —                                  | 1 катапульта, 1 гидросамолёт                       | 1 катапульта, 2 гидросамолёта                    | 2 катапульты, до 4 самолётов          | 1 катапульта, 2 гидросамолёта        | 1 катапульта, 2 гидросамолёта                          |
| Бронирование, мм                            | Борт — 25, палуба — 32, башни — 25 | Борт — 76, палуба — 32-35, башни — 25, мостик — 35 | Борт — 102, палуба — 32-35, башни — 25, ПТП — 58 | Борт — 63, палуба — 44, башни — 63-19 | Палуба — 30, башни — 30, рубка — 100 | Борт — 70, палуба — 20-50, башни — 100, рубка — 40-100 |
| Экипаж                                      | 685                                | 622                                                | 764                                              | 631                                   | 605                                  | 723                                                    |